# Стрелецкие Выселки
Стреле́цкие Вы́селки — село в Михайловском районе Рязанской области России, центр Стрелецко-Высельского сельского поселения.

## История
По легенде село Стрелецкие Выселки образовалось после того, как сюда были высланы мятежные московские стрельцы, устроившие бунт против царя Петра I.
Хотя вероятнее село образовалось после того как потомки бывших служилых людей Михайловской крепости (Стрелецко-Зарецкой слободы) в конце XVIII — первой половине XIX века, переселились ближе к своим землям.
Основным источником существования жителей была суглинистая почва, поэтому урожаи собирались низкие. Многие крестьяне не сводили концы с концами и нанимались в работники к зажиточным хозяевам, занимались отхожим промыслом. В селе были мельница и кабак. Вокруг села имеются большие запасы камня — известняка, который является сырьем для производства цемен.
Также одним из основных промыслов являлось кружевоплетение.
Это кружево оригинально.
В нём нет цветочных, растительных и животных мотивов, которые широко распространены в других районах России.
Узор кружева, строгий и геометрический, стал основой этого уникального, единственного в своем роде художественного промысла.
Плотное, почти без ажурного фона плетение напоминает полотно, полученное на ткацком станке. Жизнерадостность кружева — в многоцветьи красок: от сочетаний красного и белого до красного с чёрным.
Красный цвет — особый в русском искусстве и в кружеве, как основной, утвердился только в Михайлове. Соперничая с кружевами фабричной выделки Франции и Бельгии, михайловское цветное кружево уже 100 лет назад покорило Европу, Америку, Канаду.
В 1884 году основали церковно-приходскую школу.
Школа сначала была деревянной всего с одним классом и одним учителем.
Обучалось в ней 8 девочек и 3 мальчика из крестьянского сословия.
Позже построили кирпичную школу и количество учащихся увеличилось до 100 человек, обучали их два учителя.
До 1924 года село входило в состав Маковской волости Михайловского уезда Рязанской губернии.

## Население
| 1859 | 1897  | 1906  | 1929  | 2007 | 2010 |
| ---- | ----- | ----- | ----- | ---- | ---- |
| 979  | ↗1447 | ↗1840 | ↗2543 | ↘584 | ↗716 |

## Церковь св. Николая Чудотворца
Впервые храм во имя св. Николая упоминается в окладных книгах за 1676 год, хотя, по всей вероятности, церковь выстроена гораздо раньше.
Об этом свидетельствуют сведения о том, что уже в 1626 году здесь служил священник некто Иоанн Федоров.
Сохранилось и описание этой первоначальной церковной постройки.
Главная храмовая икона Николая Чудотворца в золотом окладе находилась с правой стороны от Царских Врат.
В алтаре за престолом располагался Образ Пресвятой Богородицы.
Рядом находилась звонница, увенчанная шатром с решеткой, над которой висели два небольших колокола.
В 1791 году в Стрелецких Выселках построена новая деревянная церковь.
В 1871 году в селе началось строительство новой каменной церкви на средства прихожан, которое окончилось в 1878 году.
Новый храм в русском стиле был посвящён св. Николаю.
Храм был торжественно освящен 22 августа, и в нём началась служба.
Чуть позже к церкви была пристроена высокая колокольня.
Вся церковь с колокольней была покрыта железом и окрашена медянкой.
Рядом расположился дом притча.
Даты закрытия церкви нет, так как многие храмы были закрыты без решения вышестоящих органов.
В наши дни Никольская церковь приведена в порядок и содержится в приличном состоянии.
Службы проходят регулярно, рядом с храмом расположены служебные помещения.
Престолы
- во имя св. Петра и св. Павла (в XVIII—XIX вв)
- во имя св. Николая Чудотворца
- во имя Рождества Пресвятой Богородицы

в настоящее время в храме престолы: Свт. Николая чудотворца, Архангела Михаила и Грузинской иконы Божией Матери.
Состав прихода
- 1676 — В приход входило 46 дворов, из них один боярский и один подьячий, а «церковной земли и сенных покосов у церкви нет».
- 1878 — Церковной земли для храма было отведено 33 десятины, приходских дворов числилось 173.

Штат
- 1878 — в церкви значился один священник и один псаломщик.

Духовенство
- Настоятель храма — иерей Роман Луканин[9]

## Люди, связанные с. Стрелецкие Выселки
- Жаворонков, Николай Михайлович (1907—1990) — советский химик, академик, Герой Социалистического труда
- Царёв Иван Денисович (1912—1990) — командир полка. — 27 ОСИАП научно-испытательного института ВВС СА (полковник с 1952 г.)[значимость?]
- Никитский, Владимир Петрович (1939—2016) — советский кандидат в космонавты ЦКБЭМ, 2-й набор, автор научных трудов и изобретений.